# Ghīk
Ghīk (persiska: غیک, Ghīk-e Sheykhhā, غیک شیخها) är en ort i Iran.   Den ligger i provinsen Kerman, i den sydöstra delen av landet, 1 000 km sydost om huvudstaden Teheran. Ghīk ligger 878 meter över havet och antalet invånare är 155.
Terrängen runt Ghīk är kuperad österut, men västerut är den platt.Runt Ghīk är det glesbefolkat, med 17 invånare per kvadratkilometer. Närmaste större samhälle är Mardehek, 10,5 km sydost om Ghīk. Trakten runt Ghīk är ofruktbar med lite eller ingen växtlighet.